# Fabio Grossi (attore)
Fabio Grossi (Roma, 29 gennaio 1958) è un attore, regista e drammaturgo italiano.

## Biografia

### Cinema
Nato a Roma, ha debuttato al cinema nel 1981 nel film Mia moglie torna a scuola, e successivamente ha preso parte a numerosi film della commedia sexy tra cui i cult movie I fichissimi di Carlo Vanzina, W la foca, Pierino contro tutti, I carabbimatti, L'onorevole con l'amante sotto il letto, per i quali viene diretto dai maggiori registi del genere come Mariano Laurenti, Nando Cicero, Giorgio Capitani, Giuliano Carnimeo e Marino Girolami.
Nel 1988 ha recitato in Scugnizzi di Nanni Loy, dedicandosi in seguito ad un cinema più impegnato in film come Vajont, Fatti della banda della Magliana e L'amico di famiglia di Paolo Sorrentino.
Nel 2014 ha partecipato al film di Sebastiano Riso Più buio di mezzanotte, presente al Festival di Cannes nella sezione Semaine de la Critique.

### Televisione
Negli anni ottanta ha preso parte a numerosi programmi televisivi, lavorando, tra gli altri, con Romolo Siena, Giancarlo Nicotra, Nanni Loy e Renzo Arbore.
Debutta nel 1980 con Giancarlo Nicotra nel programma Black Out, proseguendo con Signori si parte, Happy Circus, Che fai... ridi?, Sotto le stelle, Crazy Boat, Candid Camera Show e molti altri.
È stato molto attivo anche nella fiction: ha lavorato in Le ragazze di Piazza di Spagna, La dottoressa Giò, Commesse 2, La tassista e in alcuni film per la Tv come Il tesoro di Damasco, Gioco di specchi, Dio ci ha creato gratis.
Nella stagione televisiva 2002/2003 ha partecipato all'ottantatreesimo episodio de La squadra, per Rai 3, e come personaggio fisso nel ruolo di Tancredi della fiction di Rai 2 Cinecittà, per la regia di Alberto Manni.
Nel 2004, per la regia di Carlo Vanzina, ha recitato nella serie televisiva Un ciclone in famiglia.
Nel 2005 ha preso parte alla produzione della rete televisiva spagnola Antena 3 Los Borgia (i Borgia), per la regia di Antonio Hernández, rivestendo il ruolo del Cardinal Riario, distribuito anche al cinema.
Nel 2008 ha recitato nel film tv di Canale 5 'O professore, per la regia di Maurizio Zaccaro, nel quale ricopre il ruolo del professor Picone.

### Teatro
Ha cominciato l'attività di attore sin da giovane, prendendo lezioni private. Nel 1977 ha debuttato in teatro con L'uomo, la bestia e la virtù, diretto da Edmo Fenoglio, con cui lavorò anche ne Le pillole di Ercole nel 1978.
Nel 1979 è stato diretto da Luca Ronconi ne L'uccellino azzurro e, nei due decenni successivi, ha preso parte a numerosi spettacoli in qualità di attore: Ti aspetto stanotte, Le prix Martin, Splendori e miserie del camerino numero 1, Pamela, Vecchio copione di varietà, Miseria bella, Guerra, Tre veleni rimesta, Pace, Vaudeville, Il signor Popkin, diretto da registi quali Virginio Puecher, Beppe Navello e molti altri.
Nel 1997 ha recitato in Amleto diretto da Alberto Di Stasio, e in Edipo re, per lo stesso regista.
Nella stagione 2003/2004, ha partecipato allo spettacolo Chiacchiere e Sangue – i fatti della banda della Magliana, diretto da Daniele Costantini, nel ruolo di er Palletta, opera teatrale che ha ispirato la realizzazione del film Fatti della banda della Magliana.
Nella stagione 2007 ha recitato al Teatro Globe di Roma, per la regia di Riccardo Cavallo, interpretando il ruolo di Puck nel Sogno di una notte di mezza estate di William Shakespeare.

### Regia teatrale
Nei primi anni duemila ha iniziato a concentrarsi maggiormente nell'attività di regista e drammaturgo. La sua prima produzione letteraria è stata una rappresentazione della passione, dal titolo Ecce Homo, costruita su una laude umbre del 1200.
Nel 2000 a Roma, ha scritto e diretto per il Piccolo Eliseo, uno spettacolo sulla tragedia sofoclea di Edipo e Giocasta dal titolo Figlio di madre vedova.
Nel giugno 2003 ha messo in scena lo spettacolo Lapilli – Suoni e voci dall'isola, con protagonista Leo Gullotta, assieme all'ensemble musicale degli Al Qantarah.
Nell'estate del 2004 ha curato l'allestimento dello spettacolo teatrale di Giuseppe Manfridi Prima della guerra, di cui è stato l'ideatore dell'omonimo progetto di multimedialità, che ha debuttato nel sito archeologico del Polo Museale dei Mercati di Traiano. Nell'autunno dello stesso anno ha curato Gadda 70 anni dopo in Abruzzo, una serata spettacolo ispirata all' intera opera letteraria di Carlo Emilio Gadda, con Leo Gullotta accompagnato dal maestro Luis Bacalov.
Per la stagione teatrale 2005/2006 ha curato la regia de L'uomo, la bestia e la virtù di Luigi Pirandello, con Leo Gullotta per il Teatro Eliseo.
Nella stagione 2008 del Teatro Globe di Villa Borghese, sotto la direzione artistica di Gigi Proietti, ha firmato la regia de La commedia degli errori di Shakespeare, e nello stesso anno, Il piacere dell'onestà di Luigi Pirandello, spettacolo di apertura di stagione al Teatro Eliseo, con protagonista ancora Leo Gullotta: nella stagione, 2009/2010, lo spettacolo è stato in tournée in tutta Italia.
Per l'estate 2009 ha realizzato Minnazza, un viaggio nella letteratura siciliana, con protagonista Leo Gullotta e un ensemble di tre maestri fisarmonicisti in scena.
Nel marzo 2010 ha scritto e diretto Papageno e il flauto magico, personale rilettura dell'opera di Wolfgang Amadeus Mozart.
Nell'estate 2010 ha firmato la regia de Le allegre comari di Windsor di William Shakespeare, che ha visto Leo Gullotta nelle vesti di Falstaff, spettacolo dai numerosi riconoscimenti e successo commerciale.
Nel 2012, prodotto con il Teatro Stabile di Catania, ha diretto Sogno di una notte di mezza estate con Leo Gullotta.
Per la stagione 2013/2014 ha portato in scena, al Teatro Eliseo Prima del silenzio di Giuseppe Patroni Griffi e L'enigma dell'amore, uno spettacolo monografico su Karl Heinrich Ulrichs, di cui ha curato, oltre alla regia, anche la drammaturgia assieme a Saverio Aversa.
Nello stesso anno ha diretto il documentario Un sogno in Sicilia, che affronta la situazione artistica e occupazionale giovanile della regione.

## Vita privata
Dal 1980 è compagno dell'attore Leo Gullotta, a cui si è successivamente unito civilmente nel 2019.

## Filmografia

### Attore

#### Cinema
- Mia moglie torna a scuola, regia di Giuliano Carnimeo (1981)
- L'onorevole con l'amante sotto il letto, regia di Mariano Laurenti (1981)
- Pierino contro tutti, regia di Marino Girolami (1981)
- I fichissimi, regia di Carlo Vanzina (1981)
- Teste di quoio, regia di Giorgio Capitani (1981)
- I carabbimatti, regia di Giuliano Carnimeo (1981)
- W la foca, regia di Nando Cicero (1982)
- Scugnizzi, regia di Nanni Loy (1989)
- S.P.Q.R. - 2000 e ½ anni fa, regia di Carlo Vanzina (1994)
- Il segreto del giaguaro, regia di Antonello Fassari (2000)
- Vajont, regia di Renzo Martinelli (2001)
- Fatti della banda della Magliana, regia di Daniele Costantini (2004)
- L'amico di famiglia, regia di Paolo Sorrentino (2006)
- Los Borgia, regia di Antonio Hernández (2006)
- Più buio di mezzanotte, regia di Sebastiano Riso (2014)
- Per il mio bene, regia di Mimmo Verdesca (2024)

#### Televisione
- Happy Circus - programma TV (1982)
- Una donna in fuga, regia di Roberto Rocco - miniserie TV (1996)
- Le ragazze di piazza di Spagna, regia di José María Sánchez - serie TV (1997)
- La dottoressa Giò, regia di Filippo De Luigi - serie TV (1997-1998)
- Dio ci ha creato gratis, regia di Angelo Antonucci - miniserie TV (1998)
- S.P.Q.R., regia di Claudio Risi - sit-com (1998)
- Il tesoro di Damasco, regia di José María Sánchez - film TV (1998)
- Gioco di specchi, regia di José María Sánchez - film TV (2000)
- Commesse 2, regia di José María Sánchez - serie TV (2001-2002)
- La squadra, regia di José María Sánchez - serie TV (2003)
- Cinecittà, regia di Alberto Manni - serie TV (2003)
- La tassista, regia di José María Sánchez - serie TV (2004)
- Un ciclone in famiglia, regia di Carlo Vanzina - serie TV (2005)
- La stagione dei delitti, regia di Daniele Costantini - serie TV (2007)
- 'O professore, regia di Maurizio Zaccaro - miniserie TV (2008)

### Doppiatore
- Carluccio in Occhio, malocchio, prezzemolo e finocchio
- Cuciny l'orco in Shrek e vissero felici e contenti
- Donovan Scott in Scuola di polizia

## Teatro

### Attore
- L'uomo, la bestia e la virtù, regia di Edmo Fenoglio (1977)
- Le pillole di Ercole, regia di Edmo Fenoglio (1978)
- L'uccellino azzurro, regia di Luca Ronconi (1979)
- Ti aspetto stanotte, regia di Virginio Puecher (1983)
- Le prix Martin, regia di Marco Mete (1984)
- Splendori e miserie del camerino numero 1, regia di Marco Mete (1985)
- Pamela, regia di Beppe Navello (1986)
- Vecchio copione di varietà, regia di Andrea Sorrentino (1987)
- Miseria bella, regia di Olga Garvelli (1988)
- Guerra, regia di Giancarlo Nanni (1989)
- Tre veleni rimesta, regia di Beppe Navello (1989)
- Pace, regia di Giancarlo Nanni (1990)
- Vaudeville, regia di Beppe Navello (1990)
- Il signor Popkin, regia di Patrick Rossi Gastaldi (1991)
- Boeing-boeing, regia di Adolfo Lippi (1993)
- Sogno di una notte di mezza estate, regia di Walter Manfrè (1994)
- Ascensore, regia di Ivelise Ghione (1995)
- Riabilitazione semiseria della divina Messalina, regia di L.M. Trizio (1995)
- Amleto, regia di Alberto Di Stasio (1996)
- Studi sull'Edipo re, regia di Alberto Di Stasio (1997)
- Karmadidonna, regia di Mauro Cappelloni (2000)
- Chiacchiere e sangue, regia di Daniele Costantini (2003)

### Regista
- Lapilli, suoni e voci dall'isola, (2003)
- Gadda 70 anni dopo in Abruzzo, curato da Errico Centofanti (2004)
- L'uomo, la bestia e la virtù, di Luigi Pirandello (2005-2007)
- Face à face - parole di Francia per scene d'Italia, reading (2007)[8]
- GENDer GANGup Here, reading del testo teatrale di Fabio Grossi liberamente tratto da Spettri di Henrik Ibsen (2008)
- Il piacere dell'onestà di Luigi Pirandello (2008-2012)
- Minnazza - Letture tra i miti e le pagine di Sicilia di Fabio Grossi e Francesco di Marco (2009)
- Le allegre comari di Windsor di William Shakespeare (2010-2012)
- Sogno di una notte di mezza estate di William Shakespeare (2012–2013)
- Prima del silenzio di Giuseppe Patroni Griffi (2013–2015)
- La volata di Calò di Gaetano Savatteri (2015)
- Spirito allegro di Noël Coward (2015–2017)

## Programmi televisivi
- Black Out, regia di Giancarlo Nicotra (Rete 1, 1980)
- Signori si parte, regia di Romolo Siena (Rete 2, 1981)
- Happy Circus, regia di Adolfo Lippi (Rete 1, 1981)
- Che fai... ridi?, regia di Sergio Martino (Rai 3, 1983)
- Sotto le stelle, regia di Adolfo Lippi (Rai 1, Telemontecarlo, 1983)
- Supersera, regia di Romolo Siena (Rai 2, 1985)
- Crazy Boat, regia di Romolo Siena (Rai 2, 1986)
- Che fai... ridi?, regia di Pier Francesco Pingitore (Rai 3, 1987)
- Per chi suona la campanella, regia di Pier Francesco Pingitore (Rai 2, 1987)
- Porto Matto, regia di Adolfo Lippi (Rai 1, 1987-1988)
- Candid camera Show, regia di Nanni Loy e M. Leotti (Italia 1, 1987-1988)
- Gran Premio, regia di Gino Landi (Rai 1, 1990)
- Vita da cani, regia di Jocelyn Hattab (Rai 2, 1995)
- Giostra di fine anno (1996)